# سانتياغو سيلفا (لاعب كرة قدم)
سانتياغو سيلفا (بالإسبانية: Santiago Silva Gerez) هو لاعب كرة قدم أوروغواياني في مركز الهجوم، ولد في 26 أغسطس 1990 في أرتيغاس في الأوروغواي. شارك مع منتخب الأوروغواي تحت 17 سنة لكرة القدم. أما مع النوادي، فقد لعب مع بنيارول ونادي دانوبيو ونادي سبورتينغ كريستال.

## وصلات خارجية
- سانتياغو سيلفا (لاعب كرة قدم) على موقع إي إس بي إن إف سي (الإنجليزية)
- سانتياغو سيلفا (لاعب كرة قدم) على موقع قاعدة بيانات كرة القدم.إي يو (الإنجليزية)
- سانتياغو سيلفا (لاعب كرة قدم) على موقع Soccerway.com (الإنجليزية)
- سانتياغو سيلفا (لاعب كرة قدم) على موقع AS.com (الإسبانية)